# Chase Stillman
Chase Stillman (né le 19 mars 2003 à Saint-Louis, dans l'État du Missouri aux États-Unis) est un joueur canado-américain de hockey sur glace. Il évolue à la position d'ailier droit.

## Biographie

### Jeunesse
Lors de la saison 2018-2019, Stillman joue pour les Wolves Minor de Sudbury dans la Great North Midget League en Ontario. Il remporte le championnat, est nommé dans la première équipe d’étoiles et remporte les titres de meilleur jeune joueur et meilleur attaquant. Il participe aux Jeux du Canada, où il représente l’Ontario et remporte la médaille d’argent. Au terme de la saison, il est nommé joueur de l’année par la North Ontario Hockey Association.
La saison suivante, il évolue pour les Wolves de Sudbury dans la Ligue de hockey de l'Ontario (LHO). Auteur de trente-quatre points, il est nommé dans l’équipe recrue des étoiles de la ligue.
La saison 2020-2021 de la LHO étant annulée à la suite de la pandémie de COVID-19, il choisit d’aller jouer au Danemark. Il joue pour l'équipe des moins de 20 ans de l’Esbjerg fB Ishockey.
En prévision du repêchage de 2021, la centrale de recrutement de la LNH le classe au trente-cinquième rang des espoirs nord-américains chez les patineurs. Il est finalement sélectionné au 29e rang par les Devils du New Jersey 
.

### En équipe nationale
Othmann représente le Canada au niveau international. Lors du Défi mondial des moins de 17 ans en 2019, il finit à la 4e place avec l’équipe blanche du Canada. Il remporte le championnat du monde des moins de 18 ans en 2021.

### Vie privée
Il est le quatrième membre de sa famille à être repêché par une équipe de la LNH. Son grand-père Bud Stefanski est un ancien choix des Rangers de New York en 1975. Son père Cory est un ancien choix de premier tour des Flames de Calgary en 1992 et double vainqueur de la Coupe Stanley. Son frère Riley est un ancien choix des Panthers de la Floride en 2016.

## Statistiques

### En club
| Saison    | Équipe                           | Ligue                       |    | Saison régulière | Saison régulière | Saison régulière | Saison régulière | Saison régulière |   | Séries éliminatoires | Séries éliminatoires | Séries éliminatoires | Séries éliminatoires | Séries éliminatoires |
| Saison    | Équipe                           | Ligue                       | PJ | B                | A                | Pts              | Pun              | PJ               | B | A                    | Pts                  | Pun                  |                      |                      |
| 2018-2019 | Wolves Minor de Sudbury          | GNML                        | 24 | 19               | 36               | 55               | 20               |                  |   |                      |                      |                      |                      |                      |
| 2018-2019 | Nickel Capital Wolves de Sudbury | GNML                        | 2  | 1                | 0                | 1                | 0                |                  |   |                      |                      |                      |                      |                      |
| 2018-2019 | Canadians de Rayside-Balfour     | NOJHL                       | 8  | 6                | 2                | 8                | 0                | 5                | 1 | 1                    | 2                    | 2                    |                      |                      |
| 2018-2019 | Wolves Minor de Sudbury          | BNMT                        | 4  | 1                | 1                | 2                | 6                |                  |   |                      |                      |                      |                      |                      |
| 2018-2019 | Team Ontario                     | CWG                         | 6  | 0                | 0                | 0                | 0                |                  |   |                      |                      |                      |                      |                      |
| 2018-2019 | Northern Ontario Hockey          | OHL Cup                     | 2  | 1                | 0                | 1                | 0                |                  |   |                      |                      |                      |                      |                      |
| 2018-2019 | Team NOHA                        | OGC                         | 4  | 1                | 4                | 5                | 2                |                  |   |                      |                      |                      |                      |                      |
| 2019-2020 | Wolves de Sudbury                | LHO                         | 58 | 13               | 21               | 34               | 63               |                  |   |                      |                      |                      |                      |                      |
| 2020-2021 | Esbjerg fB Ishockey U20          | Championnat du Danemark U20 | 8  | 9                | 7                | 16               | 43               |                  |   |                      |                      |                      |                      |                      |
| 2021-2022 | Wolves de Sudbury                | LHO                         | 24 | 9                | 11               | 20               | 27               | -                | - | -                    | -                    | -                    |                      |                      |
| 2021-2022 | Petes de Peterborough            | LHO                         | 35 | 10               | 19               | 29               | 37               | 4                | 0 | 1                    | 1                    | 10                   |                      |                      |

### En équipe nationale
| Année | Équipe           | Compétition                          |   | PJ | B | A | Pts | Pun           |  | Résultat |
| 2019  | Canada blanc U17 | Défi mondial des moins de 17 ans     | 6 | 1  | 3 | 4 | 4   | 4e place      |  |          |
| 2021  | Canada U18       | Championnat du monde moins de 18 ans | 7 | 2  | 2 | 4 | 4   | Médaille d'or |  |          |

## Transactions
- Le 7 avril 2019, il est sélectionné par les Wolves de Sudbury en 25e position, lors du 2e tour du repêchage de la LHO[7].

- Le 7 mai 2019, il est sélectionné par les Lumberjacks de Muskegon en 150e position, lors du 10e tour du repêchage d'entrée de l'USHL[8].

- Le 14 mai 2019, il s'engage avec les Wolves[9].

- Le 1er novembre 2020, il est prêté par les Wolves à l'Esbjerg fB Ishockey[10].

- Le 20 août 2020, il signe son contrat d'entrée avec les Devils du New Jersey[11].

## Trophées et honneurs

### Trophées juniors
- 2018-2019
  - Nommé assistant-capitaine des Wolves Minor de Sudbury.
  - Sélectionné dans la première équipe d'étoiles de la GNML.
  - Nommé jeune joueur de l'année de la GNML.
  - Nommé meilleur attaquant de la GNML.
  - Champion de la GNML, avec les Wolves Minor de Sundbury.
  - Nommé joueur de l'année par la North Ontario Hockey Association.
  - Médaillé d'argent lors des CWG, avec le Team Ontario.

- 2019-2020
  - Sélectionné dans la première équipe recrue des étoiles de la LHO.

- 2021-2022
  - Nommé assistant-capitaine des Wolves de Sudbury.